# نادي كوينز بارك
نادي كوينز بارك لكرة القدم هو نادٍ اسكتلندي محترف لكرة القدم مقره في غلاسكو، ويلعب حاليًا في الدوري الإسكتلندي في الدرجة الثانية، كوينز بارك هو أقدم نادي كرة قدم في اسكتلندا، وقد تأسس عام 1867 ، وهو الأقدم في العالم خارج إنجلترا وويلز.

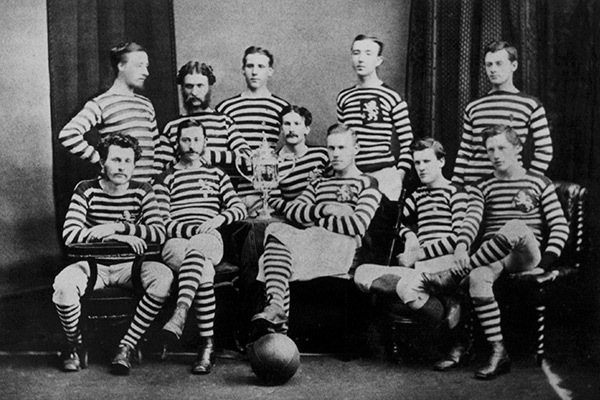
فريق كوينز بارك الذي فاز بكأس اسكتلندا عام 1874

كان النادي الوحيد للهواة لمدة 152 عامًا في الدوريات المحترفة الاسكتلندية، ولعب بأطقم بيضاء وسوداء. ، حتى صوت لعضويته لإنهاء هذا الوضع في نوفمبر 2019.  حيث انعكست مكانة النادي للهواة في شعاره «ألعب من أجل اللعب» تكتب باللاتينية "Ludere Causa Ludendi".
كوينز بارك هو أيضًا نادي كرة القدم الإسكتلندي الوحيد الذي لعب في نهائي كأس الاتحاد الإنجليزي، حيث حقق هذا الإنجاز في عامي 1884 و 1885 . مع 10 ألقاب أخرى، فاز بكأس اسكتلندا في المركز الثالث أكثر من مرة، خلف سلتيك ورينجرز فقط، على الرغم من أن آخر فوز له كان في عام 1893بعد أن كان من الفائزين الأوائل، كان النادي صاحب الرقم القياسي في كأس اسكتلندا لمدة 51 عامًا حتى حصل سلتيك على الكأس للمرة الحادية عشرة في عام 1925 .
لأكثر من قرن كان ملعب النادي هو هامبدن بارك في جنوب شرق غلاسكو، وهو ملعب من الفئة الرابعة  وهو أيضًا ملعب منتخب اسكتلندا الوطني، في حين من المقرر أن ينتقل النادي إلى ملعبه الاحتياطي والتدريب المجاور للاستاد الرئيسي، ليسر هامبدن، مع خطط لإعادة تطويره إلى ملعب يضم 1774 مقعدًا.

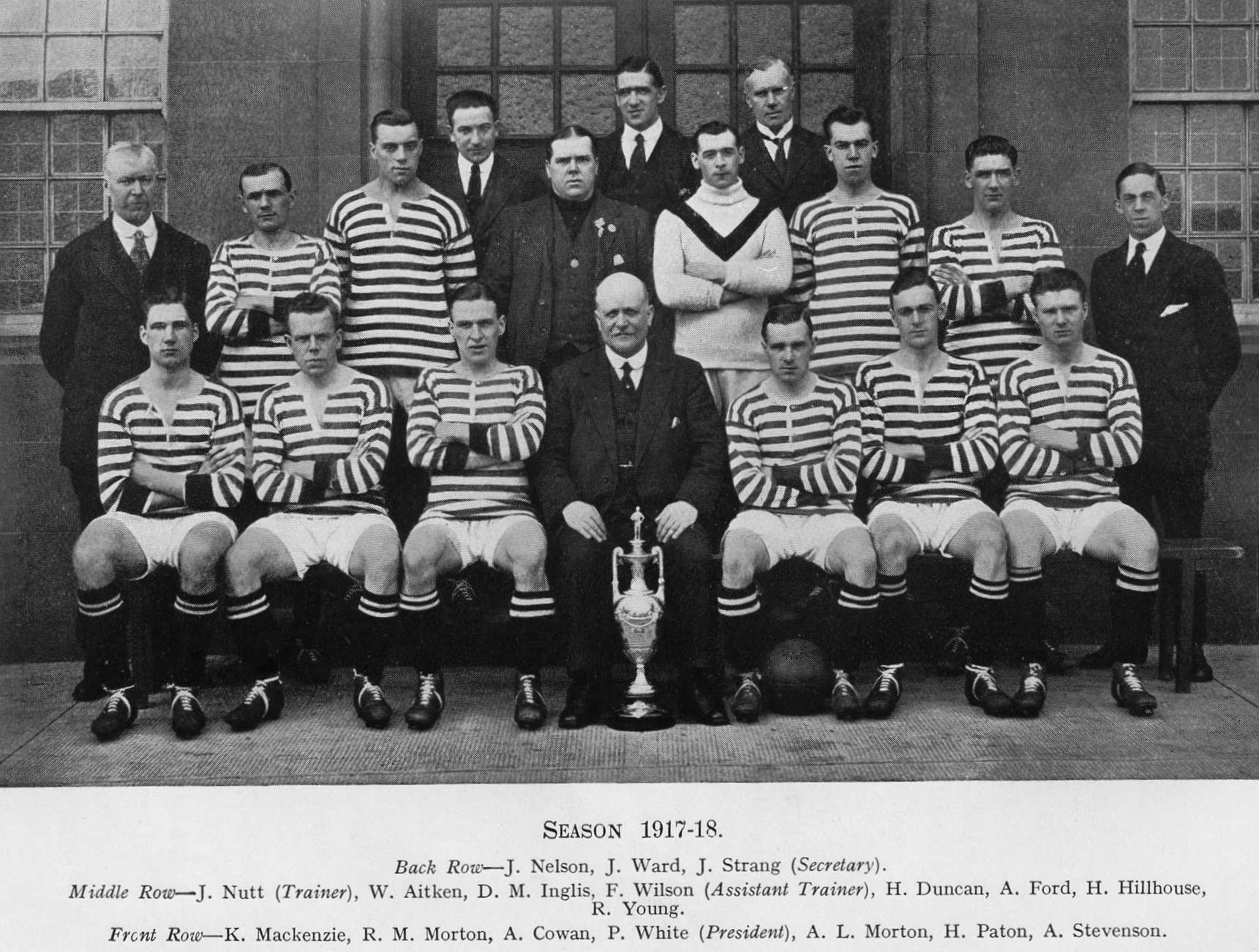
فريق 1917-1918